# Makora detrita
Makora detrita är en spindelart som beskrevs av Forster och Wilton 1973. Makora detrita ingår i släktet Makora och familjen Amphinectidae. Inga underarter finns listade i Catalogue of Life.